# Warrawee, New South Wales
Warrawee este o suburbie în Sydney, Australia.